# 나문희
나문희[羅文姬, 본명: 나경자, 본명 한자: 羅京子, 1941년 11월 30일~)는 대한민국의 여배우이다.

## 학력
- 창덕여자고등학교 졸업

## 생애·경력
중국 북경에서 출생하였으며 5세까지 그 곳에서 자랐다. 일가족은 해방이 되던 해에 한국으로 들어왔고, 지난날 한때 경기도 수원에서 잠시 유년기를 보낸 적이 있는데, 수원에서 나부잣집이라고 하면 모든 이가 알 정도로 부잣집 규수였다. 고모할머니는 우리 나라 최초의 여성 서양화가 나혜석이고 제부는 연기자 정승호이다.
1960년부터 연극 무대를 전전하며, 연극배우로 연기를 시작했다. 1961년 MBC 1기 공채 성우로 데뷔했다. 연기에 대한 갈망이 있었기에 성우에서 탤런트로 전직했고, 1976년 국내 최초 옴니버스식 일일연속극 《여고 동창생》으로 드라마에 첫 출연하여 이후 엄마, 다방 마담, 술집 주인 등 남들이 꺼려하는 배역들을 도맡아 했다. 이후 1990년대 초반까지 여러 작품 속에서 수많은 역을 소화해냈지만 오랜 기간 배우로서 빛을 발하지 못했다.
그러던 중 1995년 드라마 《바람은 불어도》에서 이북 사투리를 쓰는 억척스러운 할머니 역을 맡게 되었고, 동네 사는 이북 아주머니에게서 배운 이북 사투리 연기는 대한민국 시청자의 뇌리에 깊게 박혔다. 극 중 그의 존재감은 빛을 발했으며 자신의 연기 인생 최초의 트로피인 KBS 연기대상 대상의 영예를 안았다. 뿐만 아니라 같은 작품으로 이듬해 제32회 백상예술대상 TV부문 인기상과 제23회 한국방송대상 여자탤런트상까지 휩쓰는 쾌거를 거뒀다.
이후 《내 이름은 김삼순》(2005)에서는 권위있는 CEO 역할, 《장밋빛 인생》(2005)에서 고약한 시어머니 역할, 《소문난 칠공주》(2006)에서 춤바람난 할머니로 변신하여 큰 인기를 끌었다. 영화에서도 활약을 했는데, 2005년 영화 《주먹이 운다》로 제42회 대종상영화제 여우조연상을 수상했다. 이후 영화 《열혈남아》(2006)로 제7회 올해의 여성영화인상 연기상, 제4회 맥스무비 최고의 영화상 최고의 여자조연배우상, 제1회 대한민국 영화연기대상 여우조연상, 제28회 청룡영화상 여우조연상 등 트로피를 휩쓸었다.
2006년 가족 시트콤 《거침없이 하이킥》으로 2007년은 나문희의 해라고 해도 과언이 아닐 정도로 큰 인기를 누리며 제2의 전성기를 맞았다. 특히 이른바 ‘호박고구마’라고 불리는 분노 장면은 젊은 층에 엄청난 사랑을 받았으며, 지금까지도 수많은 패러디의 소스로 활용되고 있다. 이후에도 영화 《권순분 여사 납치사건》(2007)에서는 납치범을 쥐락펴락하는 권순분 여사 역, 《하모니》(2010)에서는 가슴 아픈 사연을 안은 최고령 수감자 김문옥 역, 《육혈포 강도단》(2010)에서는 하와이 여행자금을 마련하기 위해 은행을 점거하는 은행 강도 김정자 역, 그리고 전국 관객수 865만을 동원하며 화제를 모은 《수상한 그녀》(2014)에서는 아들 자랑이 유일한 낙인 욕쟁이 칠순 할매 오말순 역을 맡아 영화 흥행에 큰 기여를 하였다.
2016년 드라마 《디어 마이 프렌즈》에서는 김영옥, 신구, 김혜자, 고두심, 윤여정, 박원숙 등 연기파 노장 배우들과 공연하며 전 세대의 공감을 끌어내는 노년의 삶을 보여주며 호평을 받았고, 매 작품 끊임없이 변신을 시도하며 많은 사랑을 받고 있다.
영화배우 이제훈과 함께 출연한 영화 《아이 캔 스피크》(2017) 에선 구청에 잦은 민원 제기로 구청 공무원들 사이에서 '도깨비 할매'로 불리는 옥분 역을 맡아 열연하여, '위안부'라는 역사적으로 다소 민감한 소재를 나문희만의 방식으로 훌륭하게 표현했다는 평가를 받았다. 이어 연말에 이어진 더 서울어워즈, 한국영화평론가협회상, 청룡영화상 등 주요 시상식에서 '여우주연상'을 휩쓸며 2017년을 빛낸 최고의 여자 배우로 재평가 받았다.
뛰어난 연기력은 물론 가슴 깊은 울림을 끌어내는 진정성 있는 감정 표현으로 매 작품 관객을 사로잡는 그는 명실상부 대한민국이 사랑하는 '국민 배우', 그리고 '국민 엄마' 배우 중 한 사람이자, 여배우들의 대표적인 롤모델로 꼽히고 있다.

## 출연 작품

### 드라마
| 연도          | 방송사 | 제목                                       | 역할                 | 비고              |
| ------------- | ------ | ------------------------------------------ | -------------------- | ----------------- |
| 1969년        | MBC    | 이상한 아이                                |                      |                   |
| 1970년        | MBC    | 물레방아                                   |                      |                   |
| 1971년        | MBC    | 수사반장                                   |                      |                   |
| 1972년        | MBC    | 새엄마                                     |                      |                   |
| 1973년        | MBC    | 시댁                                       |                      |                   |
| 1973년        | MBC    | 113 수사본부                               |                      |                   |
| 1975년        | MBC    | 안녕                                       |                      |                   |
| 1975년        | MBC    | 제3교실                                    |                      |                   |
| 1975년        | MBC    | 귀로                                       |                      |                   |
| 1976년        | MBC    | 여고 동창생                                | 봉란이               |                   |
| 1977년        | MBC    | 별 하나 나 하나                            |                      | 어린이 드라마     |
| 1977년        | MBC    | 특파원 001                                 |                      | 어린이 드라마     |
| 1977년        | MBC    | 아리랑 아!                                 | 전식 아내            |                   |
| 1977년        | MBC    | 빨간 능금이 열릴때까지                     |                      |                   |
| 1977년        | MBC    | 후회합니다                                 | 인숙                 |                   |
| 1978년        | MBC    | 주인                                       |                      |                   |
| 1978년        | MBC    | X 수색대                                   |                      | 어린이 드라마     |
| 1979년        | MBC    | 하얀 민들레                                |                      |                   |
| 1979년        | MBC    | 엄마, 아빠 좋아                            |                      |                   |
| 1979년        | MBC    | 안국동 아씨                                |                      |                   |
| 1980년        | MBC    | 전원일기                                   | 여러 역할            | 단역              |
| 1980년        | MBC    | 백년손님                                   |                      |                   |
| 1981년        | MBC    | 《장희빈》                                 | 명성왕후 역          | 대하드라마        |
| 1981년        | MBC    | 안녕하세요                                 |                      |                   |
| 1982년        | MBC    | 시장 사람들                                |                      |                   |
| 1982년        | MBC    | 못 잊어                                    |                      |                   |
| 1983년        | MBC    | 저 별은 나의 별                            |                      |                   |
| 1984년        | MBC    | 사랑과 진실                                | 회장 부인            |                   |
| 1985년        | MBC    | 갯마을                                     |                      |                   |
| 1986년        | MBC    | 첫사랑                                     |                      |                   |
| 1986년        | MBC    | 생인손                                     | 연주                 | 2부작 8.15 특집극 |
| 1987년        | MBC    | 불새                                       |                      |                   |
| 1987년        | MBC    | 인생화보                                   |                      |                   |
| 1988년        | MBC    | 세 여인                                    |                      |                   |
| 1989년        | MBC    | 추억 만들기                                |                      |                   |
| 1989년        | MBC    | 유산                                       | 오 여사              |                   |
| 1989년        | MBC    | 제2공화국                                  | 권찬주               |                   |
| 1990년        | KBS2   | 당추동 사람들                              |                      |                   |
| 1990년        | MBC    | 두 권의 일기                               | 교장 선생님          |                   |
| 1990년        | MBC    | 별난가족 별난학교                          |                      | 어린이 드라마     |
| 1990년        | MBC    | 나의 어머니                                |                      |                   |
| 1991년        | MBC    | 또 하나의 행복                             |                      |                   |
| 1991년        | MBC    | 도시인                                     |                      |                   |
| 1993년        | MBC    | 걸어서 하늘까지                            | 연수 모              |                   |
| 1993년        | KBS2   | 희망                                       |                      |                   |
| 1993년        | SBS    | 친애하는 기타 여러분                       | 수원댁               |                   |
| 1993년        | MBC    | MBC 베스트극장 - 순달씨와 병구씨와 옥주양  | 오씨                 | 단막극            |
| 1993년        | MBC    | 한지붕 세가족                              | 숙모                 |                   |
| 1994년        | MBC    | 서울의 달                                  | 달동네 주인집 할머니 |                   |
| 1994년        | MBC    | 우리들의 천국                              | 나원득               |                   |
| 1995년        | KBS2   | 설날특집극 - 인연이란                      | 소 여사              | 단막극            |
| 1995년        | KBS1   | 바람은 불어도                              | 할머니(변덕네)       |                   |
| 1995년        | MBC    | 창사특집극 - 찬품단자                      | 최고상궁             | 단막극            |
| 1996년        | MBC    | MBC 베스트극장 - 엄마와 치자꽃             |                      | 단막극            |
| 1996년        | SBS    | 도둑                                       | 사제관의 신부 오누이 |                   |
| 1996년        | SBS    | 엄마의 깃발                                | 정숙 모              |                   |
| 1996년        | MBC    | 가슴을 열어라                              | 하이순               |                   |
| 1996년        | SBS    | 임꺽정                                     | 봉단 모              |                   |
| 1996년        | MBC    | 창사특집극 - 세상에서 가장 아름다운 이별   | 엄마                 | 단막극            |
| 1997년        | KBS1   | 설날특집극 - 형제                          | 병천댁               | 단막극            |
| 1997년        | SBS    | 사랑하니까                                 | 장모                 |                   |
| 1997년        | MBC    | 내가 사는 이유                             | 김숙자               |                   |
| 1998년        | KBS1   | 살다보면                                   | 이간난               |                   |
| 1998년        | MBC    | 남자 셋 여자 셋                            | 김용림의 여고동창    | 특별 출연         |
| 1998년        | SBS    | 로맨스                                     | 강 여사              |                   |
| 1999년        | SBS    | 파도위의 집                                |                      |                   |
| 1999년        | KBS2   | 설날특집극 - 아름다운 비밀                 | 유민 모              | 단막극            |
| 1999년        | MBC    | 마지막 전쟁                                |                      |                   |
| 1999년        | MBC    | 우리가 정말 사랑했을까                     | 신신자               |                   |
| 1999년        | MBC    | 남의 속도 모르고                           | 나도자               |                   |
| 2000년        | MBC    | 신 귀공자                                  |                      |                   |
| 2000년~2001년 | MBC    | 엄마야 누나야                              | 서씨                 |                   |
| 2001년        | MBC    | MBC 베스트극장 - 내 약혼녀 이야기          |                      | 단막극            |
| 2001년        | KBS1   | 우리가 남인가요                            | 오분희               |                   |
| 2001년        | MBC    | 상도                                       | 임상옥 모, 한씨      |                   |
| 2002년        | SBS    | 그 여자 사람잡네                           | 봉순                 |                   |
| 2002년        | MBC    | 맹가네 전성시대                            | 금자 모              |                   |
| 2002년        | KBS2   | KBS 드라마시티 - 아주 특별한 선물          | 할머니               | 단막극            |
| 2003년        | MBC    | 그대 아직도 꿈꾸고 있는가                  | 황 여사              |                   |
| 2003년        | SBS    | 압구정 종갓집                              | 나문희               |                   |
| 2004년        | MBC    | 물꽃마을 사람들                            | 신영자               |                   |
| 2004년        | SBS    | 설날특집극 - 개밥그릇                      | 옥순                 |                   |
| 2004년        | MBC    | 사랑을 할거야                              | 윤 여사              |                   |
| 2004년        | KBS2   | 부모님전상서                               | 창수 모              |                   |
| 2004년        | MBC    | 창사특집극 - 우리가 물이 되어              | 인순                 |                   |
| 2005년        | MBC    | 내 이름은 김삼순                           | 나현숙               |                   |
| 2005년        | KBS2   | 장밋빛 인생                                | 강끝순               |                   |
| 2006년        | KBS2   | 굿바이 솔로                                | 미영 할머니          |                   |
| 2006년        | KBS2   | 소문난 칠공주                              | 남달구               |                   |
| 2006년        | MBC    | 거침없이 하이킥!                           | 나문희               |                   |
| 2007년        | KBS2   | 특집극 - 우리를 행복하게 하는 몇 가지 질문 |                      |                   |
| 2007년        | MBC    | 깍두기                                     | 나달래               |                   |
| 2008년        | MBC    | 천하일색 박정금                            | 윤명자               |                   |
| 2008년        | KBS2   | 내 사랑 금지옥엽                           | 송인순 여사          |                   |
| 2008년        | KBS2   | 그들이 사는 세상                           | 지오 모              |                   |
| 2008년        | SBS    | 창사특집극 - 압록강은 흐른다               | 미륵 모              |                   |
| 2010년        | KBS1   | 바람불어 좋은 날                           | 나끝순               |                   |
| 2010년        | MBC    | MBC 일요 드라마 극장 - 나야, 할머니        | 지윤의 할머니        | 단막극            |
| 2011년        | KBS2   | 사랑을 믿어요                              | 차귀남               |                   |
| 2011년        | JTBC   | 빠담빠담… 그와 그녀의 심장박동소리         | 양강칠 모            |                   |
| 2012년        | SBS    | 다섯 손가락                                | 민반월               |                   |
| 2012년        | MBC    | 아들녀석들                                 | 우정숙               |                   |
| 2012년        | MBC    | 엄마가 뭐길래                              | 나문희               |                   |
| 2013년        | KBS2   | 왕가네 식구들                              | 안계심               |                   |
| 2014년        | SBS    | 기분 좋은 날                               | 이순옥               |                   |
| 2015년        | SBS    | 마녀의 성                                  | 천금옥               |                   |
| 2016년        | tvN    | 디어 마이 프렌즈                           | 문정아               |                   |
| 2016년        | MBC    | 아버님 제가 모실게요                       | 황미옥               |                   |
| 2017년        | JTBC   | 그냥 사랑하는 사이                         | 약장수 할머니        |                   |
| 2021년        | tvN    | 나빌레라                                   | 해남                 |                   |
| 2024년        | JTBC   | 아임홈 다녀왔습니다                        | 홍정희               |                   |

### 영화
- 1971년 영화 《번개아텀》
- 1998년 영화 《조용한 가족》 ... 어머니 정순임 역
- 2000년 영화 《하면 된다》 ... 친척 가족 역 (특별출연)
- 2001년 영화 《마리이야기》 ... 남우 할머니 역
- 2002년 영화 《굳세어라 금순아》 ... 교인 할머니 역
- 2003년 영화 《영어완전정복》 ... 문수 모 역
- 2004년 영화 《S 다이어리》 ... 지니 모 / 나 여사 역
- 2004년 영화 《여선생 VS 여제자》 ... 여미옥 모 역
- 2005년 영화 《주먹이 운다》 ... 상환 모 역
- 2005년 영화 《너는 내 운명》 ... 석중 모 역
- 2006년 영화 《열혈남아》 ... 김정심 역
- 2007년 영화 《그놈 목소리》 ... 한경배 모 역 (우정출연)
- 2007년 영화 《화려한 휴가》 ... 나주댁 역
- 2007년 영화 《권순분 여사 납치사건》 ... 권순분 역
- 2008년 영화 《걸스카우트》 ... 이이만 역
- 2010년 영화 《하모니》 ... 김문옥 역
- 2010년 영화 《육혈포 강도단》 ... 김정자 역
- 2014년 영화 《수상한 그녀》 ... 오말순 역
- 2017년 영화 《아이 캔 스피크》 ... 나옥분 역
- 2018년 영화 《레슬러》 ... 귀보 엄마 역
- 2019년 영화 《감쪽같은 그녀》 ... 말순 역
- 2020년 영화 《정직한 후보》 ... 김옥희 역
- 2020년 영화 《오! 문희》 ... 문희 역
- 2020년 영화 《담보》 ... 승이 외할머니 역 (특별출연)
- 2022년 영화 《룸 쉐어링》 ... 금분 역
- 2022년 영화 《영웅》 ... 조 마리아 역
- 2024년 영화 《소풍》 ... 고은심 역
- 2024년 영화 《나야, 문희》 ... 나문희 (본인) 역

## 그 외 활동

### 방송
| 연도   | 방송사 | 제목               | 역할      | 비고                  |
| ------ | ------ | ------------------ | --------- | --------------------- |
| 1969년 | MBC    | 주말의 명화        |           | 더빙                  |
| 1996년 | KBS1   | TV는 사랑을 싣고   | 게스트    | 83회 출연             |
| 2007년 | MBC    | 무한도전           | 게스트    | 머드 특집             |
| 2010년 | MBC    | 무릎팍도사         | 게스트    | [ 9 ]                 |
| 2010년 | MBC    | 놀러와             | 게스트    | '울엄마' 특집         |
| 2012년 | KBS2   | 해피투게더 3       | 게스트    | 국민엄마 특집         |
| 2015년 | MBC    | 진짜 사나이        | 내레이션  | [ 11 ]                |
| 2018년 | KBS1   | 동네 한 바퀴 시즌1 | 내레이션  |                       |
| 2019년 | KBS2   | 해피투게더 4       | 게스트    | 디어 마이 프렌즈 특집 |
| 2019년 | KBS2   | 옥탑방의 문제아들  | 게스트    |                       |
| 2020년 | MBC    | 라디오 스타        | 게스트    |                       |
| 2020년 | MBC    | 전지적 참견 시점   | 게스트    |                       |
| 2022년 | JTBC   | 뜨거운 씽어즈      | 고정 출연 |                       |
| 2022년 | KBS2   | 옥탑방의 문제아들  | 게스트    |                       |
| 2022년 | KBS1   | 동네 한 바퀴 시즌2 | 내레이션  |                       |
| 2022년 | 채널S  | 진격의 할매        | 고정 출연 |                       |
| 2024년 | MBN    | 토크백             | 게스트    | 7회 출연              |
| 2024년 | tvN    | 유퀴즈 온 더 블럭  | 게스트    | 229회 출연            |

### 라디오 연속극
| 연도   | 방송사 | 제목                         | 역할   | 비고 |
| ------ | ------ | ---------------------------- | ------ | ---- |
| 1962년 | MBC    | 애정가족                     |        |      |
| 1967년 | MBC    | 이진사댁 며느리              |        |      |
| 1968년 | MBC    | 야녀 곱단이                  |        |      |
| 1969년 | MBC    | 버들아기                     |        |      |
| 1970년 | MBC    | 싸늘한 태양                  |        |      |
| 1974년 | MBC    | 욕망                         |        |      |
| 1974년 | MBC    | 꽃수레                       |        |      |
| 1975년 | MBC    | 여성실화극 - 정열에산 나혜석 | 나혜석 |      |

### 광고(CF)
| 연도           | 광고명 |
| -------------- | --- |
| 1979년         | - LG전자 금성사와 함께하는 현금가 4회 분할 판매 (with 남능미) |
| 1981년         | - 동서가구산업 |
| 1984년         | - 삼성전자 84' 삼성 러브러브 대행진 (with 길용우) |
| 1985년         | - 몽고장유양조 몽고간장 (with 김상순) |
| 1986년~1992년  | - 동화약품 후시딘 |
| 1986년         | - 주원농산 주원 산오리표 707우모 이불 |
| 1987년         | - 럭키 수퍼타이 (with 이정화) |
| 1996년~1998년  | - 한독 케토톱 (with 이계진) |
| 2002년, 2008년 | - 동국제약 인사돌 |
| 2007년         | - 암 조기검진 캠페인 - 빙그레 바나나맛 우유 (with 최민용, 정준하, 박해미, 서민정, 정일우) - LG전자 스팀 싸이킹 (with 박해미) - 교원L&C 웰스 정수기 (with 이순재, 정준하, 박해미) - LG카드 LG 하이패스 플러스 카드 (with 박해미) - 오늘과내일 |
| 2008년         | - 오티콘 보청기 |
| 2008년~2011년  | - SK 케미칼 트라스트 |
| 2010년         | - 삼성생명 (with 김혜수, 비) |
| 2019년~2022년  | - 밥순삭꽃게야 (with 기안84, 김재우) |
| 2019년         | - 정관장몰 (with 김동현) |
| 2021년         | - CJ제일제당 햇반컵반 BIG - KT AI 케어로봇 |
| 2022년         | - 유엘유게임즈 2X (with 표창원) |

### 기타 경력
| 연도   | 경력명                                                                                     |
| ------ | ------------------------------------------------------------------------------------------ |
| 1961년 | - MBC 라디오 1기 공채 성우                                                                 |
|        | - 한국성우협회 명예회원                                                                    |
| 2007년 | - 행정안전부 대한민국 온천 홍보대사 - 교육인적자원부 유아 중고령 여성 협력망 사업 홍보대사 |

## 수상
- 1973년 제9회 백상예술대상 연극부문 애독자인기상
- 1976년 MBC 연기대상 성우부문 최우수연기상
- 1983년 MBC 연기대상 TV부문 우수연기상 《저 별은 나의 별》
- 1995년 KBS 연기대상 대상 《바람은 불어도》
- 1996년 제32회 백상예술대상 TV부문 인기상 《바람은 불어도》
- 1996년 제23회 한국방송대상 여자탤런트상 《바람은 불어도》
- 2000년 MBC 연기대상 연기자부문 특별상 《엄마야 누나야》
- 2002년 SBS 연기대상 단막/특집부문 연기상 《그대는 이 세상》
- 2005년 제42회 대종상 여우조연상 《주먹이 운다》
- 2005년 제6회 부산영화평론가협회상 여우조연상 《주먹이 운다》
- 2006년 제7회 올해의 여성영화인상 연기상 《열혈남아》
- 2007년 제4회 맥스무비 최고의 영화상 최고의 여자조연배우상 《열혈남아》
- 2007년 제1회 대한민국 영화연기대상 여우조연상 《열혈남아》
- 2007년 제28회 청룡영화상 여우조연상 《열혈남아》
- 2007년 MBC 방송연예대상 코미디시트콤부문 최우수상 《거침없이 하이킥》
- 2010년 MBC 연기대상 공로상
- 2011년 제6회 서울 드라마 어워즈 여자연기자상 《MBC 일요 드라마 극장 - 나야, 할머니》
- 2014년 제14회 대한민국청소년영화제 인기영화인 대상 원로부문
- 2015년 제10회 맥스무비 최고의 영화상 최고의 여자조연배우상 《수상한 그녀》
- 2017년 제1회 더 서울어워즈 영화부문 여우주연상 《아이 캔 스피크》
- 2017년 제37회 한국영화평론가협회상 여우주연상 《아이 캔 스피크》
- 2017년 제38회 청룡영화상 청정원 인기스타상 《아이 캔 스피크》
- 2017년 제38회 청룡영화상 여우주연상 《아이 캔 스피크》
- 2017년 제22회 소비자의 날 문화인부문 《아이 캔 스피크》
- 2017년 제20회 국제엠네스티언론 특별상《아이 캔 스피크》
- 2017년 제17회 디렉터스 컷 시상식 올해의 여자연기자상 《아이 캔 스피크》
- 2017년 제18회 올해의 여성영화인상 올해의 여성영화인상 《아이 캔 스피크》
- 2017년 제4회 한국영화제작가협회상 여우주연상 《아이 캔 스피크》
- 2017년 제6회 한국영화배우협회 스타의 밤 시상식 대한민국 톱스타상 《아이 캔 스피크》
- 2017년 씨네21 영화상 올해의 여자배우 《아이 캔 스피크》
- 2018년 제9회 올해의 영화상 여우주연상 《아이 캔 스피크》
- 2018년 제54회 백상예술대상 영화부문 여자 최우수연기상 《아이 캔 스피크》
- 2018년 제55회 대종상 여우주연상 《아이 캔 스피크》
- 2018년 제18회 대한민국청소년영화제 원로배우부문 인기영화인상 《아이 캔 스피크》
- 2019년 제19회 대한민국청소년영화제 원로배우부문 인기영화인상 《레슬러》, 《소공녀》
- 2022년 제30회 대한민국문화연예대상 영예의 대한민국문화연예대상
- 2023년 KBS를 빛낸 50인
- 2024년 제11회 서울국제영화대상 여우주연상 《소풍》

서훈
- 2012년 보관문화훈장(3등급)